# Kronologi over terrorangrebet i Beslan
Terrorangrebet i Beslan foregik i dagene fra den 1. september 2004 til den 3. september 2004 hvor tjetjenske og islamistiske terrorister angreb en skole i den lille by Beslan, beliggende i den sydrussiske republik Nordossetien, og tog mere end 1.200 skolebørn og voksne gidsler, i en aktion der endte i en blodig massakre med mere end 344 dræbte gidsler, heriblandt mindst 186 dræbte skolebørn.

## Tidslinie
Alle tider i lokal Moskvatid (UTC+3)

## Onsdag,1. september2004
- 9:00: Den første september er første skoledag, kaldet "Vidensdag", og markeres med en række festligheder der velkommer de nye elever.
- 9:30: Skolen bliver under tilråb af "Allah Akbah!" ("Gud er stor!") stormet af 32 svært bevæbnede mænd, såvel som 2 kvindelige selvmordsterrorister iført selvmordsbombebælter. Under den indledende forvirring lykkes det omkring 50 personer at undslippe, mens 8 andre bliver dræbt og omkring 1.200 – hovedsageligt børn – gennet sammen i gymnastiksalen og taget som gidsler. Ca. 20 voksne mænd bliver kort efter gennet sammen i et andet rum – siden kaldet "henrettelsesværelset" – og mejet ned med maskinpistoler.
- 10:00: Gidseltagerne begynder at minere gymnastiksalen og de andre skolebygninger med hjemmelavede bomber pakket med søm og skruer og bolte som skal fungere som granatsplinter for maksimum skade på bløde mål (mennesker). I gymnastiksalen, hvor de fleste gidsler er samlet, omringes gidslerne med en række bomber og automatiske udløsere. Flere af bomberne bliver hængt op over gidslernes hoveder fra basketballkurvene for på den måde at kunne opnår maksimal skade på gidslerne. Gidslet Betrozov Ruslan bliver skudt for øjnene af sin kone og børn.
- 10:20: Præsident Vladimir Putin afbryder ferie i Sochi for at vende tilbage til Moskva.
- 10:25: Nyhedsbureauer medleder fejlagtigt at to (og ikke en) skole er blevet angrebet, halv time senere bliver antallet rettet.
- 11:10: Myndighederne informere om omkring 200-400 gidsler og 15-20 terrorister.
- 11:30: Nordossetiens præsident Alexander Dzasokhov ankommer til den besatte skole.
- 11:34: Grænserne til Nordossetien lukkes og alle flyvninger til republikkens hovedstad Vladikavkaz aflyst. Børnehaver, skoler og andre offentlige bygninger bliver sat under militærbeskyttelse.
- 11:50: I et håndskrevet notat sendt ud med et frigivet gidsel truer terroristerne med at dræbe 10 gidsler hvis elektriciteten eller telefonlinier afbrydes for blot et minut, at dræbe 20 gidsler for hver gidseltager der bliver såret og dræbe 50 gidsler for hver gidseltager der bliver dræbt – hvis 3 gidselstager bliver skudt at dræbe alle. I noten krævede de også at tale med Dzasokhov, Zyazikov og Leonid Roshal.
- 13:00: Gidselstagerne smider en håndskrevet note ud fra et vindue hvori de kræver russiske tropper trukket ud fra Tjetjenien.
- 13:25: Gidselstagerne nægter et tilbud om at bytte børnegidslerne med højtstående ossetiske politikere.
- Eftermiddag: Russiske specialenheder ("Spetsnaz") ankommer til skolen og begynder at tage opstilling rundt om skolen.
- 15:00: De to kvindelige selvmordsterrorister sprænger pludselige I luften – sandsynligvis bliver de detoneret af deres egen leder. Flere gidsler dør med dem.
- 16:40: 12 børn og en voksen undslipper efter at have gemt sig i varmerummet.
- Eftermiddag: Rusland indkalder et ekstraordinært mode i FN's sikkerhedsråd
- 19:30: Myndighederne får etableret kontakt til terroristerne.
- 20:00 PM: Angriberne informere en journalist fra New York Times at de er del af terroristorganisationen Riyadh al-Salihin, under anførelse af den tjetjenske terrorleder Sjamil Basajev.
- 20:31: Gidselstagerne nægter at tage imod vand og medicin til gidslerne.
- 21:30: Børnelægen Leonid Roshal ankommer til Beslan, og starter på at forhandle med gidselstagerne.
- 23:00: Leonid Roshal forhandler med gidselstagerne i to timer. Han tilbyder dem sikker rejse til Ingusjien og Tjetjenien og at udskifte de tilfangetagne børn med voksne gidsler i steder. Begge tilbud afslås, så vel som vand og medicin til gidslerne. Forhandlinger afsluttes uden at nå frem til en aftale.

### Torsdag2. september2004
- Nat: FN's sikkerhedsråd fordømmer terrorangrebet.
- Tidlig morgen: Efter fejlslagne forhandlinger beslutter gidselstagerne at nægte de allerede dehydrerede gidsler al mad og vand. De starter med at ødelægge vandhanerne på toiletterne så gidslerne ikke på den vis kan få vand.
- Morgen: Præsident Vladimir Putin udsætter et officielt besøg i Tyrkiet.
- 10:00: Roshal genoptager forhandlingerne med gidselstagerne. De garanteres fri passage ud af Nordossetien og en stor sum penge. Gidselstagerne afslår begge tilbud.
- 10:00: ingusjiens tidligere præsident Ruslan Aushev ankommer til skolen og forhandler med terroristerne.
- 11:00: Vladimir Putin taler til nationen for første gang siden terroraktions start. Han fastslår at den første prioritet er gidslernes liv og helbred.
- 12:00: Den russiske indenrigsminister Rashid Nurgaliyev og leder af FSB Nikolai Patrushev ankommer til Beslan for at opsætte et kriseberedskab.
- 12:40: Ruslan Aushev når ikke frem til en aftale i hans forhandlinger med gidselstagerne, men fik dem med til at frigive en mindre gruppe ammende mødre og deres småbørn; 26 i alt.
- 15:30: To RPG-granater affyres af gidselstagerne mod de russiske sikkerhedsstyker uden for skolen.
- 20:00: Myndighederne reviderer deres estimat over antallet af gidsler fra omkring 350 til over 1.000.
- 21:00: Forhandlinger fortsætter natten igennem for at få gidselstagerne til at tage imod mad, vand og medicin til gidslerne. Gidselstagerne afslår.

### Fredag3. september2004
- 12:50: Terroristerne går med til at lade en gruppe læger fjerne ligene af den gruppe på ca. tyve gidsler der blev skudt i starten af terrorangrebet og har ligget uden for vinduerne og rådnet i den varme sommersol lige siden. To lastbiler nærmer sig for at samle ligene op.
- 12:59: Lægerne bliver pludselig beskudt af terroristerne, to dør – de resterende søger ly.
- 13:05: To af bomberne I gymnastiksalen eksplodere så vinduerne bliver blæst ud og en del af muren delvist nedrevet. En del gidsler bliver dræbt i eksplosionen, mange andre såret. Andre gidsler tager chancen for at flygte, men de flygtende kvinder og børn bliver skudt efter af terroristerne hvorved en del bliver skudt i ryggen og dør. Omkring 30 når væk i live.
- 13:10: Russiske specialstyrker, Alfa- og Vympelenhederne, rykker ind i skolen.
- 13:30: Loftet i gymnastiksalen falder sammen oven på gidslerne, mange gidsler bliver knust og dræbt. Ambulancer fragter undslupne gidsler til nærtliggende felthospitaler.
- 13:40: Russiske specialstyrker entrere gymnastiksalen
- 13:45: En gruppe af omkring 13 terrorister prøver at flygte fra skolen. Bliver forfulgt af russiske styrker som senere tilintetgør dem.
- 14:00: Flere gidsler befries fra gymnastiksalen af russiske styrker som eftersøger bygningerne.
- 14:15: Fem terrorister dræbes
- 14:28: Førstehjælpslæger hjælper sårede gidsler i gymnastiksalen.
- 14:30: En gruppe terrorister forskanser sig i skolens cafeteria, og bruger kvinder og børn som menneskeskjolde.
- 14:40: Russiske styrker sprænger hul i muren for at give adgang til at flere gidsler kan undslippe.
- 15:00: Russiske styrker meddeler at de har det meste af skolen under kontrol.
- 15:15: De fleste af gidslerne er frie. Mere end 100 lig er fundet i skolen, hovedsageligt i gymnastiksalen hvor de fleste gidsler opholdt sig da de første bomer eksploderede og hvor taget kollapsede
- 15:25: Gruppen på 13 flygtende terrorister er omringet i et toetagers hus tæt på skolen. De tilintetgøres af russiske styrker med flammekastere og T-72 tanks
- 15:55: Tre terrorister har forskanses sig i skolens kælder med en gruppe gidsler de bruger som menneskeskjolde. Ingen af de gidsler overlever.
- 5:30 PM: Russian forces report the assault on the school was unplanned.
- 17:35: En af terroristerne der prøver at undslippe ved at klæde sig ud som et såret gidsel bliver opdaget og lynchet af den ophidsede menneskemængde. En anden Nur-Pashi Kulayev undslipper med nød samme skæbne, og bliver i stedet senere dømt til livsvarigt fængsel.
- 18:50: Kampene i kælderen afsluttes. Alle, de tre terrorister såvel som gruppen af gidsler de tvang til at agere menneskeskjolde, er døde.
- 20:15: Myndighederne oplyser at alle terroristerne er blevet nedkæmpet.
- 21:00: 646 personer indlagt på hospitaler, heriblandt 227 børn.
- 21:20: Antallet af bekræftede døde stiger til over 200. 79 identificerede.
- 21:50: Sporadiske kampe fortsætter på trods af at alle terroristerne er blevet nedkæmpet. Myndighederne reportere at yderligere to er blevet dræbt inden for den sidste time.
- 23:00: Officielle russiske tal siger 27 dræbte terrorister.

### Lørdag4. september2004
- 3:15: Præsident Vladimir Putin beordre Beslan forseglet og grænserne til Nordossetien lukket, mens sikkerhedsstyrker fortsætter med at lede efter skyldige i skolemassakren.
- 4:00: Putin flyver til Beslan for at besøge sårede på de lokale hospitaler.
- 8:00: Putin bekræfter at stormen på skolen ikke var planlagt.
- 9:54: Seks hårdt sårede born flyves til Moskva for specialbehandling.
- 11:00: Det officielle drabstal er nu på 322 – heraf 155 børn.
- 15:30: Putin giver en tv-tale til nationen, hvori han indrømmer mangler i håndteringen af terroraktionen ved ordene "Svage folk bliver slået"
- 20:00: Indbyggere i Beslan gives tilladelse til at komme ind i den ødelagte skole.

### Søndag5. september2004
- Officielle drabstal nu på 355, 207 identificerede. 700 sårede. 386 indlagt på hospitaler, 58 i kritisk tilstand.
- De første døde begraves.
- Den russiske patriark Aleksej II holder en stor messe i Moskva for at bede for ofrene for massakren.

### Mandag6. september2004
- Massebegravelse af omkring 120 døde gidsler
- Præsident Vladimir Putin beordre to dage nationale sørgedage for den 6. september og 7. september. Der holdes ceremonier i alle større russiske byer.

### Tirsdag7. september2004
- En stor demonstration mod terrorisme på Den Røde Plads i Moskva samler mere end 135.000 mennesker.

### 17. september2004
- I en besked til den omstridt hjemmeside Kavkaz-Tsenter påtager terroristlederen Sjamil Basajev sig ansvaret for terrorangrebet mod skolen, og siger at de døde terrorister er i himlen og de dræbte børn i helvede.

### 11. oktober2004
- Afholdes en ceremoni i Beslan for at markere enden på den traditionelle kristne 40 dages sørgeperiode.

### 16. februar2005
- Abu Zaid en af bagmændene bag terrorangrebet, bliver omringet og dræbt af russiske specialstyrker i Ingusjien.

### November,2005
- Abu Omar al-Saif, finansiel bagmand for terrorangrebet, bliver dræbt af russiske specialstyrker i Dagestan.

### 26. maj2006
- Nur-Pashi Kulayev, den eneste overlevne gidselstager, idømmes livsvarigt fængsel. Sendes til højsikkerhedsfængsel på øde ø 400 km. nord for Moskva.

### 10. juli2006
- Sjamil Basajev, ansvarlig for terrorangrebet, dræbes i Ingusjien af russiske specialstyrker.